# Distretto di Dikmen
Il distretto di Dikmen (in turco Dikmen ilçesi) è uno dei distretti della provincia di Sinope, in Turchia.